# Flirt

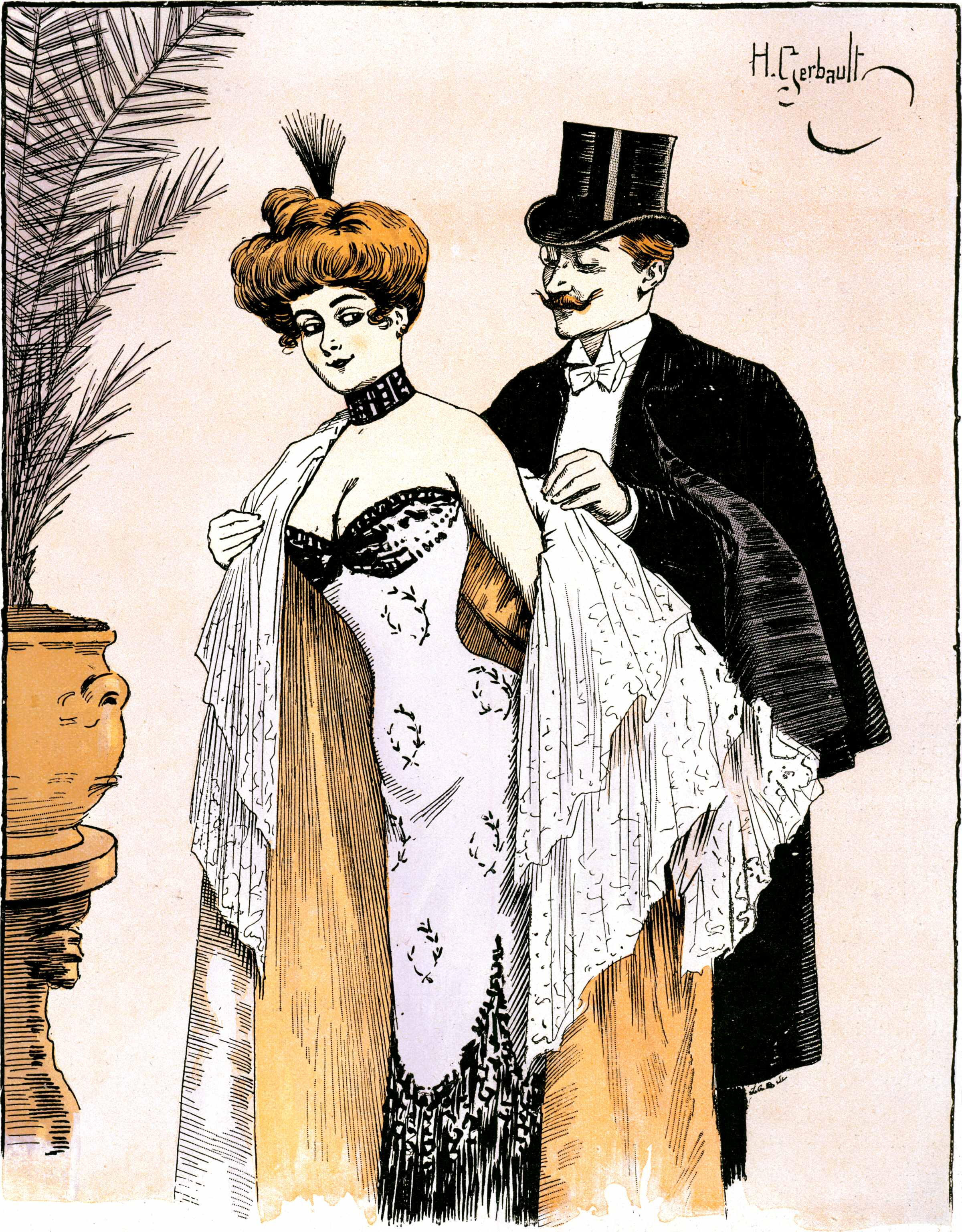
„Zlobila byste se, kdybych Vám dal polibek na Vaše krásná ramena?“ „To byste hned viděl!“

Flirt (flirtování) označuje nezávaznou konverzaci, nebo vzájemnou komunikaci s milostným nebo erotickým podtextem.
Flirt je způsob, jak vyjádřit vážné věci (jako třeba sexuální touhu) lehkou, humornou a nezávaznou formou. Podle situace to může být forma příjemně zábavná nebo divoce vzrušující.
Lidé při flirtování mohou mluvit, nebo jednat způsobem, který vyvolává dojem důvěrnějšího vztahu, nebo delší známosti, než odpovídá skutečnosti. Přitom ale současně neříkají ani nedělají nic, co by v dané situaci bylo nepřístojné nebo nevhodné. Obvykle k tomu používají laškovný žert nebo ironii.
Při flirtování se používají stylizovaná gesta, jazyk, řeč těla, pózy a fyziologické znaky, které obvykle bývají součástí předehry (např. mrkání, rozšíření zorniček, lehké důvěrné dotyky, úsměv, posílání vzkazů, básniček).
Slovo flirt pochází z anglického to flirt. Má ale původ ve starofrancouzském Conter fleurette, což je vlastně výraz pro české Má mě rád…?, kdy se postupně trhají okvětní lístky.

## Galerie
Ve filmu a v umění:

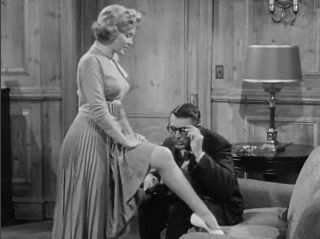
Marilyn Monroe flirtuje s Cary Grantem ve filmu Monkey Business
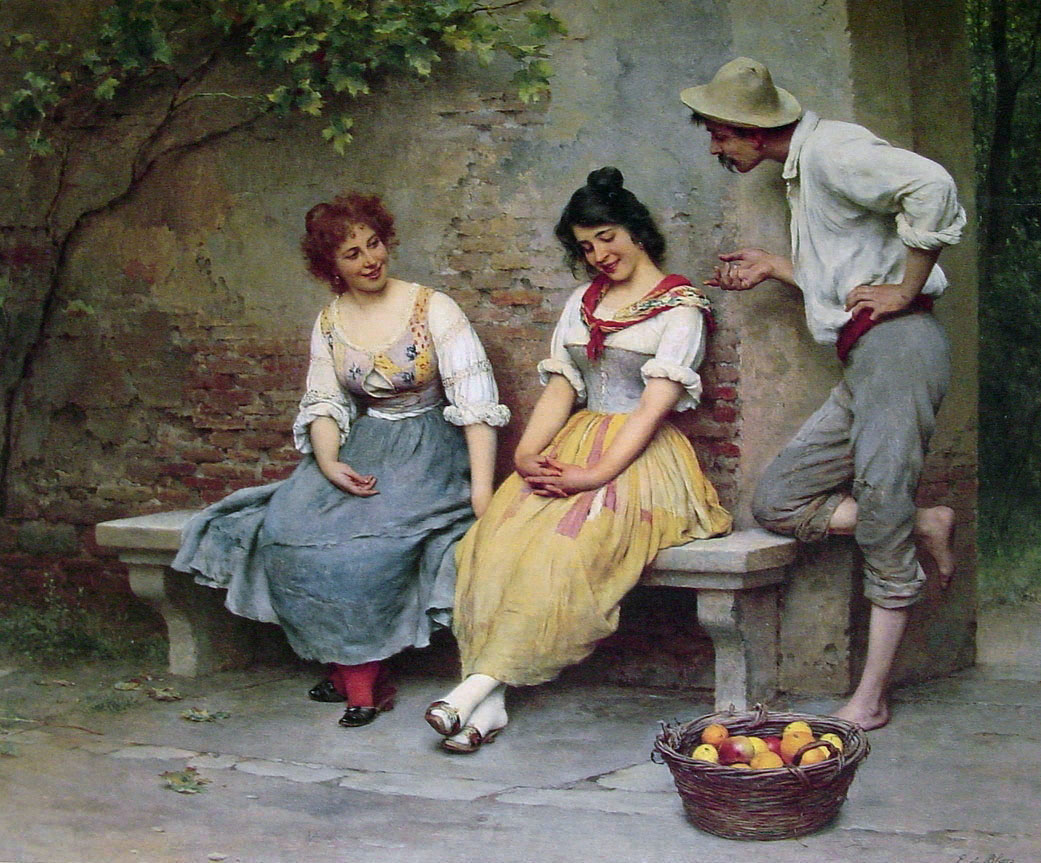
The Flirtation, Eugene de Blaas
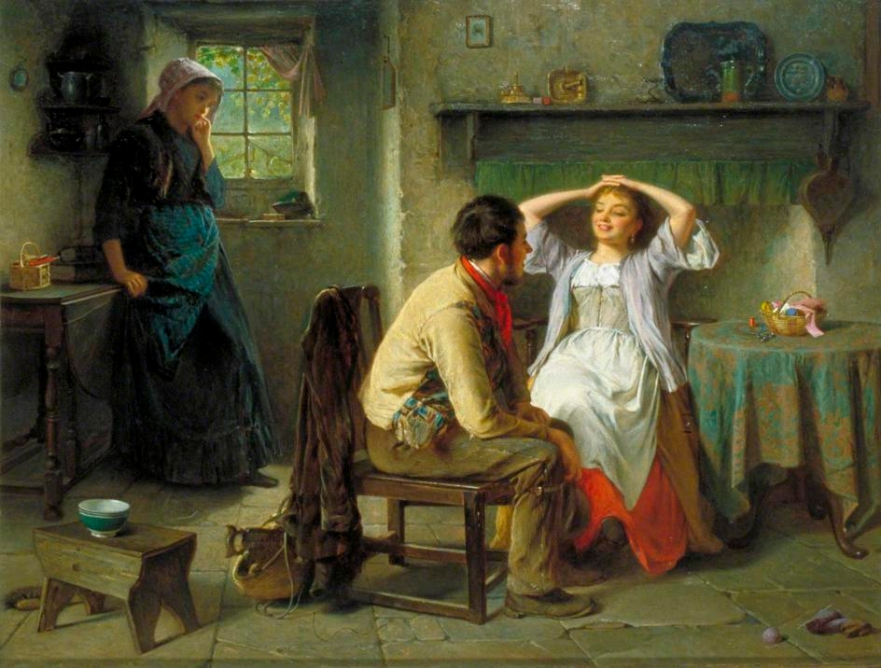
Haynes King: Jealousy and Flirtation
Ken Bell: Flirt v parku, fotografie pro Star Weekly, Toronto, Kanada, 1958